# A Ferencvárosi TC 1997–1998-as szezonja
A Ferencvárosi TC 1997–1998-as szezonja szócikk a Ferencvárosi TC első számú férfi labdarúgócsapatának egy szezonjáról szól, mely összességében és sorozatban is a 97. idénye volt a csapatnak a magyar első osztályban. A klub fennállásának ekkor volt a 99. évfordulója.

## Mérkőzések
| Színmagyarázat | Színmagyarázat |
| -------------- | -------------- |
|                | Győzelem.      |
|                | Döntetlen.     |
|                | Vereség.       |

### UEFA-kupa
1. selejtezőkör
| 1997. július 23. |

| Bohemians | 0 – 1               | Ferencváros                        |
| --------- | ------------------- | ---------------------------------- |
| Byrne 72' | (0 – 1) Jegyzőkönyv | Zavadszky 30' Nagy 62' Lipcsei 75' |

| Dalymount Park, Dublin Nézőszám: 3 000 Játékvezető: Kjelbrott (norvég) |

| 1997. július 29. |

| Ferencváros                                                         | 5 – 0               | Bohemians    |
| ------------------------------------------------------------------- | ------------------- | ------------ |
| Albert 15' Jagodics 49' 74' Schultz 58' Zavadszky 70' Nyicsenko 46′ | (1 – 0) Jegyzőkönyv | Broughan 44′ |

| Üllői út, Budapest Nézőszám: 7 000 Játékvezető: Marnix Sandra (belga) |

2. selejtezőkör
| 1997. augusztus 12. |

| Helsingborgs        | 0 – 1               | Ferencváros                                   |
| ------------------- | ------------------- | --------------------------------------------- |
| Lantz 56' Ljung 67' | (0 – 1) Jegyzőkönyv | Vincze 42' Jagodics 28' Hrutka 46' Nyilas 60' |

| Olimpiai stadion, Helsingborg Nézőszám: 7 000 Játékvezető: Graham Poll (angol) |

| 1997. augusztus 26. |

| Ferencváros             | 0 – 1                             | Helsingborgs                                      |
| ----------------------- | --------------------------------- | ------------------------------------------------- |
| Dragóner 17' Vámosi 67' | (0 – 1, 0 – 1, 0 – 1) Jegyzőkönyv | Jakobsson 43' Jansson 84' Storvik 85' Wibrån 104' |

| Üllői út, Budapest Nézőszám: 9 993 Játékvezető: Rowbotham (skót) |

- Büntetőkkel (4 – 3) a Ferencváros jutott tovább.

1. kör
| 1997. szeptember 16. 20:30 |

| ÓFI Kréta                                                            | 3 – 0               | Ferencváros                          |
| -------------------------------------------------------------------- | ------------------- | ------------------------------------ |
| Papadopoulos 21' (11-esből) Kounenakis 56' Nioplias 84' Skentzos 39' | (1 – 0) Jegyzőkönyv | Vincze 21' Zavadszky 36' Lipcsei 60' |

| Teodorosz Várdiojánnisz Stadion, Iráklio Nézőszám: 15 000 Játékvezető: Vaszil Hrihorovics Melnicsuk (ukrán) |

| 1997. szeptember 30. 20:30 |

| Ferencváros                                                  | 2 – 1               | ÓFI Kréta    |
| ------------------------------------------------------------ | ------------------- | ------------ |
| Nyicsenko 70' 4' Horváth 86' (11-esből) Páling 18' Szűcs 51' | (0 – 1) Jegyzőkönyv | Nioplias 15' |

| Üllői út, Budapest Nézőszám: 8 000 Játékvezető: Lutz Michael Fröhlich (német) |

### NB 1 1997–98

#### Őszi fordulók
| 1. forduló 1997. július 19. |

| Siófoki Bányász                   | 0 – 1               | Ferencváros |
| --------------------------------- | ------------------- | ----------- |
| László 35' Sallai 38' Pest R. 65' | (0 – 0) Jegyzőkönyv | Albert 63'  |

| Révész Géza utcai stadion, Siófok Nézőszám: 12 000 Játékvezető: Bede Ferenc (magyar) |

| 2. forduló 1997. július 26. |

| Ferencváros                          | 2 – 2               | BVSC–Zugló FC                                   |
| ------------------------------------ | ------------------- | ----------------------------------------------- |
| Nyilas 32' Dragóner 82' Jagodics 75' | (1 – 1) Jegyzőkönyv | Potemkin 23' Rósa 60' Bondarenko 56' László 67' |

| Üllői út, Budapest Nézőszám: 12 000 Játékvezető: Juhos Attila (magyar) |

| 3. forduló 1997. augusztus 2. |

| Stadler FC                                                          | 2 – 2               | Ferencváros                                         |
| ------------------------------------------------------------------- | ------------------- | --------------------------------------------------- |
| Borgulya 33' 67' Farkas T. 44' Nagy S. 15' Molnár 38' Jeremejev 70' | (2 – 2) Jegyzőkönyv | Lipcsei 21' Nyicsenko 40' Szűcs 13′, 49′ Albert 45' |

| Stadler Stadion, Akasztó Nézőszám: 7 000 Játékvezető: Vágner László (magyar) |

| 4. forduló 1997. augusztus 9. |

| Ferencváros                                          | 2 – 1               | Haladás       |
| ---------------------------------------------------- | ------------------- | ------------- |
| Vincze 51' Hrutka 87' 18' Dragóner 21' Limperger 54' | (0 – 0) Jegyzőkönyv | Kovács S. 65' |

| Üllői út, Budapest Nézőszám: 10 000 Játékvezető: Hanacsek Attila (magyar) |

| 5. forduló 1997. augusztus 23. |

| Vasas                                          | 3 – 1               | Ferencváros |
| ---------------------------------------------- | ------------------- | ----------- |
| Hámor 35' 46' Váczi 67' Juhár 43' Gricajuk 85' | (1 – 0) Jegyzőkönyv | Vincze 80'  |

| Fáy utca, Budapest Nézőszám: 6 000 Játékvezető: Puhl Sándor (magyar) |

| 6. forduló 1997. augusztus 30. |

| Ferencváros                                         | 3 – 0               | Debreceni VSC |
| --------------------------------------------------- | ------------------- | ------------- |
| Vincze 2' 87' 40' Nyilas 29' Vámosi 12' Lipcsei 89' | (2 – 0) Jegyzőkönyv | Pető 17'      |

| Üllői út, Budapest Nézőszám: 8 000 Játékvezető: Vágner László (magyar) |

| 7. forduló 1997. szeptember 3. |

| Vác FC                                      | 3 – 2               | Ferencváros                        |
| ------------------------------------------- | ------------------- | ---------------------------------- |
| Horváth 16' Nagy 24' Kasza 34' Boda 5′, 86′ | (3 – 0) Jegyzőkönyv | Lipcsei 47' Vámosi 56' Schultz 83' |

| Ligeti Stadion, Vác Nézőszám: 5 000 Játékvezető: Piller Sándor (magyar) |

| 8. forduló 1997. szeptember 13. |

| Békéscsabai Előre                    | 1 – 0               | Ferencváros |
| ------------------------------------ | ------------------- | ----------- |
| Belvon 84' 77' Todorović 7' Dani 40' | (0 – 0) Jegyzőkönyv | Nagy 53'    |

| Kórház utcai stadion, Békéscsaba Nézőszám: 10 000 Játékvezető: Tóth Vencel (magyar) |

| 9. forduló 1997. szeptember 21. |

| Ferencváros                                                          | 4 – 1               | Videoton                                          |
| -------------------------------------------------------------------- | ------------------- | ------------------------------------------------- |
| Horváth 19' Nyicsenko 43' Vincze 64' 81' 64' Albert 32' Dragóner 34' | (2 – 1) Jegyzőkönyv | Róth 11' Schindler 23' Dvéri 35′, 64′ Horváth 65' |

| Üllői út, Budapest Nézőszám: 6 000 Játékvezető: Juhos Attila (magyar) |

| 10. forduló 1997. szeptember 24. |

| Kispest–Honvéd                               | 1 – 0               | Ferencváros                                 |
| -------------------------------------------- | ------------------- | ------------------------------------------- |
| Bárányos 45' Kabát 47' Kovács 56' Mátyus 67' | (1 – 0) Jegyzőkönyv | Lipcsei 24' Nyilas 27' Páling 29' Szűcs 61' |

| Bozsik József Stadion, Budapest Nézőszám: 7 000 Játékvezető: Molnár László (magyar) |

| 11. forduló 1997. szeptember 27. |

| Ferencváros                                     | 3 – 1               | Tiszakécske FC                     |
| ----------------------------------------------- | ------------------- | ---------------------------------- |
| Vincze 4' 65' Milovanović 23' 28' Nyicsenko 37' | (3 – 1) Jegyzőkönyv | Unyatinszki 6' Bujáki 9' Balla 77' |

| Üllői út, Budapest Nézőszám: 8 529 Játékvezető: Piller Sándor (magyar) |

| 12. forduló 1997. október 4. |

| Zalaegerszegi TE                                      | 2 – 4               | Ferencváros                                                                                       |
| ----------------------------------------------------- | ------------------- | ------------------------------------------------------------------------------------------------- |
| Németh 29' 75' Caşolţan 8′, 59′ Filó 34' Szabó II 59′ | (1 – 2) Jegyzőkönyv | Dragóner 25' 75' Zavadszky 41' 40' Horváth 80' Schultz 90' Milovanović 57' Nagy 59' Limperger 79′ |

| ZTE Stadion, Zalaegerszeg Nézőszám: 17 000 Játékvezető: Márton Sándor (magyar) |

| 13. forduló 1997. október 18. |

| Ferencváros                     | 1 – 0               | Győri ETO              |
| ------------------------------- | ------------------- | ---------------------- |
| Hrutka 4' Vincze 59' Páling 89' | (1 – 0) Jegyzőkönyv | Korsós 44' Mracskó 53' |

| Üllői út, Budapest Nézőszám: 12 378 Játékvezető: Puhl Sándor (magyar) |

| 14. forduló 1997. november 3. |

| Újpest                                   | 1 – 2               | Ferencváros                                  |
| ---------------------------------------- | ------------------- | -------------------------------------------- |
| Véber 67' (11-esből) Fehér 15' Sebők 49' | (0 – 1) Jegyzőkönyv | Hrutka 24' Lipcsei 81' (11-esből) Nyilas 66' |

| Megyeri út, Budapest Nézőszám: 12 000 Játékvezető: Juhos Attila (magyar) |

| 15. forduló 1997. november 8. |

| Ferencváros | 1 – 0               | Diósgyőr                            |
| ----------- | ------------------- | ----------------------------------- |
| Páling 38'  | (1 – 0) Jegyzőkönyv | Rácz 25' Kovács T. 58' Varga S. 67' |

| Üllői út, Budapest Nézőszám: 13 000 Játékvezető: Ábrahám Attila (magyar) |

| 16. forduló 1997. november 19. |

| MTK Hungária                                   | 2 – 2               | Ferencváros                                         |
| ---------------------------------------------- | ------------------- | --------------------------------------------------- |
| Illés 11' 30' Orosz 44' Halmai 70' Lőrincz 75' | (2 – 1) Jegyzőkönyv | Horváth 32' 90' Jagodics 14' Szűcs 53' Dragóner 68' |

| Hungária körút, Budapest Nézőszám: 5 000 Játékvezető: Vágner László (magyar) |

| 17. forduló 1997. november 22. |

| Ferencváros                         | 1 – 1               | Gázszer FC                                     |
| ----------------------------------- | ------------------- | ---------------------------------------------- |
| Zavadszky 13' Nagy 24' Dragóner 63' | (1 – 0) Jegyzőkönyv | Tiber 51' Bekő B. 39' Lőrincz A. 40' Toldi 84' |

| Üllői út, Budapest Nézőszám: 8 217 Játékvezető: Hanacsek Attila (magyar) |

#### Tavaszi fordulók
| 18. forduló 1998. március 2. |

| Ferencváros                         | 0 – 2               | Siófoki Bányász                                         |
| ----------------------------------- | ------------------- | ------------------------------------------------------- |
| Jagodics 22' Dragóner 27' Szűcs 72' | (0 – 1) Jegyzőkönyv | Pest R. 36' 25' Kriston 56' 56' Kovács B. 29' Regis 54' |

| Üllői út, Budapest Nézőszám: 10 000 Játékvezető: Hanacsek Attila (magyar) |

| 19. forduló 1998. március 9. |

| BVSC–Zugló FC | 0 – 1               | Ferencváros                                      |
| ------------- | ------------------- | ------------------------------------------------ |
| Erős 45'      | (0 – 0) Jegyzőkönyv | Horváth 89' Dragóner 26' Vincze 43' Jagodics 69' |

| Szőnyi úti Stadion, Budapest Nézőszám: 3 000 Játékvezető: Piller Sándor (magyar) |

| 20. forduló 1998. március 14. |

| Ferencváros                            | 4 – 1               | Stadler FC             |
| -------------------------------------- | ------------------- | ---------------------- |
| Horváth 34' Vincze 50' 78' Miriuţă 65' | (1 – 0) Jegyzőkönyv | Lázár M. 54' Varga 30' |

| Üllői út, Budapest Nézőszám: 6 100 Játékvezető: Varga Sándor (magyar) |

| 21. forduló 1998. március 18. |

| Haladás                                    | 1 – 2               | Ferencváros                                               |
| ------------------------------------------ | ------------------- | --------------------------------------------------------- |
| Kovács 52' Balassa 24' Balog 48' Varga 58' | (0 – 0) Jegyzőkönyv | Horváth 57' Miriuţă 69' Jagodics 37' Szűcs 51' Vincze 64' |

| Rohonci úti stadion, Szombathely Nézőszám: 12 000 Játékvezető: Juhos Attila (magyar) |

| 22. forduló 1998. március 22. |

| Ferencváros                 | 1 – 0               | Vasas                  |
| --------------------------- | ------------------- | ---------------------- |
| Milovanović 72' Lipcsei 42' | (0 – 0) Jegyzőkönyv | Aranyos 69' Hámori 70' |

| Üllői út, Budapest Nézőszám: 8 705 Játékvezető: Vágner László (magyar) |

| 23. forduló 1998. március 29. |

| Debreceni VSC            | 1 – 0               | Ferencváros                                               |
| ------------------------ | ------------------- | --------------------------------------------------------- |
| Szabó T. 43' 3' Goian 6' | (1 – 0) Jegyzőkönyv | Szűcs 19′, 76′ Páling 28' Nagy 73' Vámosi 86' Miriuţă 90' |

| Oláh Gábor utcai stadion, Debrecen Nézőszám: 12 000 Játékvezető: Bede Ferenc (magyar) |

| 24. forduló 1998. április 4. |

| Ferencváros                                                               | 3 – 2               | Vác FC                             |
| ------------------------------------------------------------------------- | ------------------- | ---------------------------------- |
| Horváth 15' 63' (11-esből) 90' Nyicsenko 20' Milovanović 12' Jagodics 84' | (2 – 0) Jegyzőkönyv | Rob 71' Lévai 74' 47' Strasser 85' |

| Üllői út, Budapest Nézőszám: 9 000 Játékvezető: Ábrahám Attila (magyar) |

| 25. forduló 1998. április 11. |

| Ferencváros                                | 2 – 1               | Békéscsabai Előre                              |
| ------------------------------------------ | ------------------- | ---------------------------------------------- |
| Vincze 16' Vámosi 62' 83' Miriuţă 24′, 36′ | (1 – 0) Jegyzőkönyv | Brlázs 67' 67' Fazekas 33' Dávid 38' Czipó 58' |

| Üllői út, Budapest Nézőszám: 10 000 Játékvezető: Hanacsek Attila (magyar) |

| 26. forduló 1998. április 15. |

| Videoton                              | 1 – 1               | Ferencváros                                                |
| ------------------------------------- | ------------------- | ---------------------------------------------------------- |
| Urbonas 9' 54' Takács 31' Waltner 44' | (1 – 0) Jegyzőkönyv | Tóth A. 60' (öngól) Milovanović 22' Lipcsei 28' Vincze 71' |

| Sóstói Stadion, Székesfehérvár Nézőszám: 10 000 Játékvezető: Kiss Géza (magyar) |

| 27. forduló 1998. április 25. |

| Ferencváros                                             | 4 – 1               | Kispest–Honvéd           |
| ------------------------------------------------------- | ------------------- | ------------------------ |
| Lipcsei 7' Nyicsenko 30' 38' Horváth 36' 42' Vámosi 84' | (4 – 0) Jegyzőkönyv | Borgulya 86' Csertői 45' |

| Üllői út, Budapest Nézőszám: 11 565 Játékvezető: Varga Sándor (magyar) |

| 28. forduló 1998. április 29. |

| Tiszakécske FC           | 1 – 2               | Ferencváros                    |
| ------------------------ | ------------------- | ------------------------------ |
| Szántó 56' 56' Izsák 80' | (0 – 0) Jegyzőkönyv | Albert 76' Vincze 82' Nagy 12' |

| Városi Stadion, Tiszakécske Nézőszám: 9 000 Játékvezető: Ábrahám Attila (magyar) |

| 29. forduló 1998. május 2. |

| Ferencváros                                                     | 3 – 2               | Zalaegerszegi TE             |
| --------------------------------------------------------------- | ------------------- | ---------------------------- |
| Miriuţă 30' 60' Horváth 49' Albert 42' Zavadszky 45' Vincze 80' | (1 – 1) Jegyzőkönyv | Kámán 27' Sebők 47' Gaál 77' |

| Üllői út, Budapest Nézőszám: 8 555 Játékvezető: Kurmai Zoltán (magyar) |

| 30. forduló 1998. május 9. |

| Győri ETO                                         | 2 – 3               | Ferencváros                            |
| ------------------------------------------------- | ------------------- | -------------------------------------- |
| Ferenczi 56' Szarvas 60' Salagean 63' Mracskó 83' | (0 – 1) Jegyzőkönyv | Lipcsei 39' Dragóner 58' Nyicsenko 61' |

| Rába ETO Stadion, Győr Nézőszám: 28 000 Játékvezető: Bede Ferenc (magyar) |

| 31. forduló 1998. május 17. |

| Ferencváros                                 | 1 – 1               | Újpest                                                              |
| ------------------------------------------- | ------------------- | ------------------------------------------------------------------- |
| Szűcs 74' Miriuţă 46′ Vincze 73' Vámosi 90′ | (0 – 1) Jegyzőkönyv | Sebők 21' (11-esből) Herczeg 18' Monye 46′ Kopunović 87' Tamási 90′ |

| Üllői út, Budapest Nézőszám: 17 577 Játékvezető: Vágner László (magyar) |

| 32. forduló 1998. május 23. |

| Diósgyőr            | 0 – 2               | Ferencváros                                     |
| ------------------- | ------------------- | ----------------------------------------------- |
| Volár 29' Téger 65' | (0 – 1) Jegyzőkönyv | Vincze 32' Nyicsenko 62' Albert 27' Schultz 80' |

| DVTK-stadion, Miskolc Nézőszám: 23 000 Játékvezető: Piller Sándor (magyar) |

| 33. forduló 1998. május 30. |

| Ferencváros                                        | 1 – 4               | MTK Hungária                                             |
| -------------------------------------------------- | ------------------- | -------------------------------------------------------- |
| Horváth 73' 45' Dragóner 30' Szűcs 67' Lipcsei 70' | (0 – 2) Jegyzőkönyv | Farkasházy 27' 31' Preisinger 46' Orosz 77' Szekeres 83' |

| Üllői út, Budapest Nézőszám: 8 073 Játékvezető: Hanacsek Attila (magyar) |

| 34. forduló 1998. június 6. |

| Gázszer FC                     | 2 – 2               | Ferencváros                                   |
| ------------------------------ | ------------------- | --------------------------------------------- |
| Puskás 49' Tiber 51' Bukva 67' | (0 – 0) Jegyzőkönyv | Zavadszky 72' Albert 75' Vámosi 13' Simon 22' |

| Sóstói Stadion, Székesfehérvár Nézőszám: 7 000 Játékvezető: Juhos Attila (magyar) |

#### A bajnokság végeredménye
| #  | Csapat                      | J  | Gy | D  | V  | Rg | Kg | Gk  | P  | Megjegyzés                          |
| -- | --------------------------- | -- | -- | -- | -- | -- | -- | --- | -- | ----------------------------------- |
| 1  | Újpesti TE                  | 34 | 21 | 10 | 3  | 62 | 26 | +36 | 73 | Bajnok BL előselejtezőbe jutott     |
| 2  | FTC                         | 34 | 20 | 7  | 7  | 63 | 43 | +20 | 67 | UEFA-kupa előselejtezőbe jutott     |
| 3  | Vasas Danubius Hotels SC    | 34 | 19 | 7  | 8  | 66 | 41 | +25 | 64 |                                     |
| 4  | Győri ETO FC                | 34 | 18 | 9  | 7  | 47 | 31 | +16 | 63 |                                     |
| 5  | MTK Hungária                | 34 | 17 | 7  | 10 | 60 | 35 | +25 | 58 | KEK-selejtezőbe jutott              |
| 6  | Vác FC-Zollner              | 34 | 15 | 6  | 13 | 45 | 47 | -2  | 51 |                                     |
| 7  | Zalahús Zalaegerszegi TE FC | 34 | 15 | 5  | 14 | 58 | 42 | +16 | 50 |                                     |
| 8  | Gázszer FC                  | 34 | 12 | 13 | 9  | 55 | 45 | +10 | 49 |                                     |
| 9  | Debreceni VSC-Epona         | 34 | 13 | 9  | 12 | 46 | 48 | -2  | 48 | 1998-as Intertotó-kupa              |
| 10 | BVSC-Zugló FC               | 34 | 12 | 10 | 12 | 49 | 43 | +6  | 46 |                                     |
| 11 | Diósgyőri FC                | 34 | 12 | 8  | 14 | 46 | 41 | +5  | 44 | 1998-as Intertotó-kupa              |
| 12 | Siófoki Bányász SE          | 34 | 11 | 8  | 15 | 38 | 43 | -5  | 41 |                                     |
| 13 | Haladás-Milos FC            | 34 | 9  | 9  | 16 | 38 | 47 | -9  | 36 |                                     |
| 14 | Kispest Honvéd FC           | 34 | 10 | 6  | 18 | 41 | 57 | -16 | 36 |                                     |
| 15 | Tiszakécskei FC             | 34 | 8  | 8  | 18 | 36 | 75 | -39 | 32 | Osztályozóval kiesett az új NB I-be |
| 16 | Videoton FC Fehérvár        | 34 | 7  | 10 | 17 | 43 | 58 | -15 | 31 | Osztályozóval bent maradt.          |
| 17 | Békéscsabai Előre FC        | 34 | 7  | 10 | 17 | 28 | 61 | -33 | 31 | Kiesett az új NB I-be               |
| 18 | Ilzer-Stadler FC            | 34 | 4  | 10 | 20 | 29 | 67 | -38 | 22 | Kiesett az új NB I-be               |

#### Eredmények összesítése
Az alábbi táblázatban összesítve szerepelnek a Ferencvárosi TC 1997/98-as bajnokságban elért eredményei.
| Ősz/tavasz (forduló)    | Otthon | Otthon | Otthon | Otthon | Otthon | Otthon | Otthon | Idegenben | Idegenben | Idegenben | Idegenben | Idegenben | Idegenben | Idegenben |
| Ősz/tavasz (forduló)    | M      | GY     | D      | V      | LG–KG  | GK     | P      | M         | GY        | D         | V         | LG–KG     | GK        | P         |
| ----------------------- | ------ | ------ | ------ | ------ | ------ | ------ | ------ | --------- | --------- | --------- | --------- | --------- | --------- | --------- |
| Őszi szezon (1–17.)     | 8      | 6      | 2      | 0      | 17–6   | +11    | 20     | 9         | 3         | 2         | 4         | 14–15     | –1        | 11        |
| Tavaszi szezon (18–34.) | 9      | 6      | 1      | 2      | 19–14  | +5     | 19     | 8         | 5         | 2         | 1         | 13–8      | +5        | 17        |
| Összesen (1–34.)        | 17     | 12     | 3      | 2      | 36–20  | +16    | 39     | 17        | 8         | 4         | 5         | 27–23     | +4        | 28        |

### Magyar kupa
A tizenhat közé jutásért
| 1997. október 15. |

| Diósgyőr               | 2 – 1               | Ferencváros |
| ---------------------- | ------------------- | ----------- |
| Kulcsár 8' Domokos 85' | (1 – 0) Jegyzőkönyv | Hrutka 80'  |

| DVTK-stadion, Miskolc |

### Egyéb mérkőzések
| 1997. június 28. |

| Rapid Wien | 0 – 1               | Ferencváros                              |
| ---------- | ------------------- | ---------------------------------------- |
|            | (0 – 1) Jegyzőkönyv | Zavadszky 17' Milovanović 49′ Nyilas 68′ |

| Féltorony Nézőszám: 2 200 |

| 1997. július 3. |

| Ferencváros | 1 – 1       | Karpati Lviv |
| ----------- | ----------- | ------------ |
| Dragóner    | Jegyzőkönyv |              |

| Balatonfűzfő |

| 1997. július 5. |

| Ferencváros       | 4 – 0       | Sankt Pölten |
| ----------------- | ----------- | ------------ |
| Zavadszky Miriuţă | Jegyzőkönyv |              |

| Balatonfűzfő |

| 1997. október 8. |

| Záhonyi VSC | 1 – 5       | Ferencváros                  |
| ----------- | ----------- | ---------------------------- |
|             | Jegyzőkönyv | Zavadszky Hrutka Milovanović |

| Záhony |

| 1998. január 29. |

| La Serena                  | 2 – 4               | Ferencváros                         |
| -------------------------- | ------------------- | ----------------------------------- |
| Pinto Taballos tizenegyes' | (1 – 2) Jegyzőkönyv | Jagodics Potemkin Horváth Nyicsenko |

| La Serena |

| 1998. január 30. |

| Croatia Zagreb      | 3 – 2               | Ferencváros        |
| ------------------- | ------------------- | ------------------ |
| Jurčec Šarić Viduka | (1 – 1) Jegyzőkönyv | Potemkin Nyicsenko |

| La Serena |

| 1998. február 1. |

| Colo-Colo | 5 – 2       | Ferencváros |
| --------- | ----------- | ----------- |
|           | Jegyzőkönyv | Horváth     |

| La Serena |

## Külső hivatkozások
- A csapat hivatalos honlapja (magyarul)
- Az 1997–98-as szezon menetrendje a tempofradi.hu-n (magyarul)